# BMW 600
La BMW 600 est une voiturette 4 places du constructeur BMW produite entre 1957 et 1959. 
Elle a été un échec commercial, et mit BMW en situation de grande difficulté financière.

## Histoire

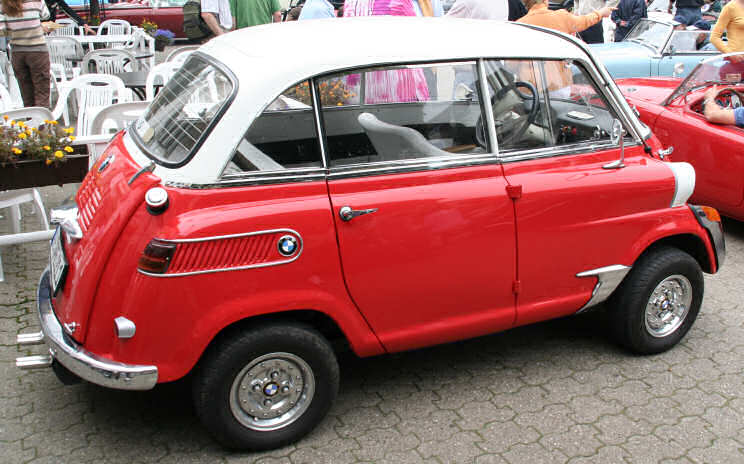
La BMW 600 n’a qu’une porte arrière droite pour les passagers arrière.

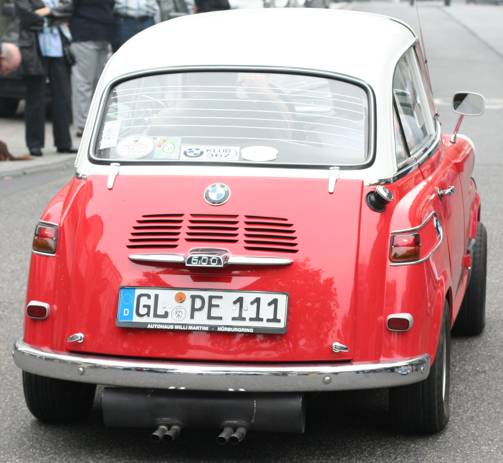
Vue arrière de la BMW 600
(échappement et roues non standard)

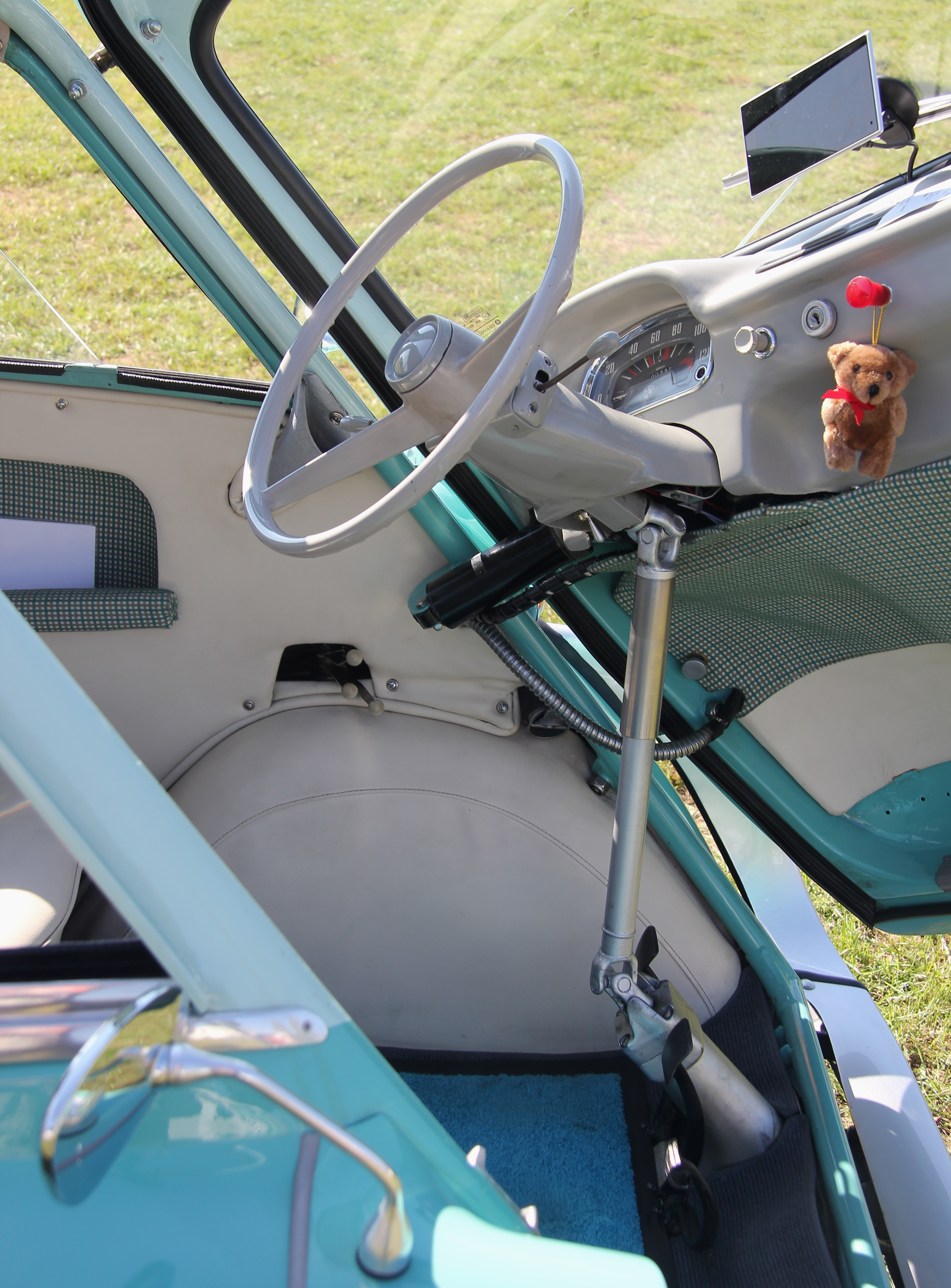
Colonne de direction avec la porte ouverte

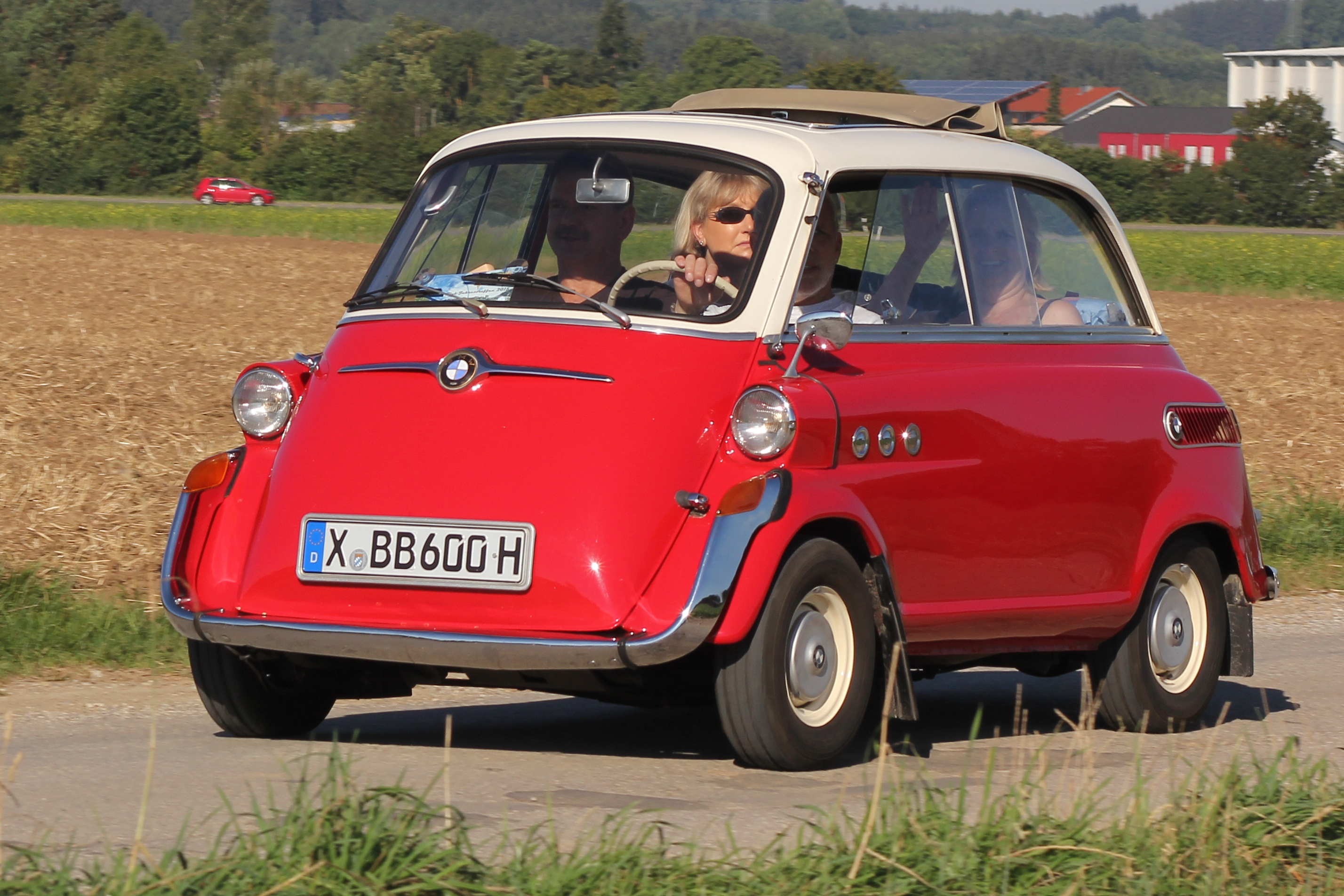
BMW 600 avec toit ouvrant rabattable

En partie basée sur la BMW Isetta 2 places, c'est le premier modèle de voiturette 4 places d'après-guerre commercialisé par BMW. 
BMW avait besoin de développer sa gamme, mais manquait des ressources nécessaires pour concevoir un véhicule totalement nouveau et un nouveau moteur. C'est pourquoi les ingénieurs utilisèrent l'Isetta, produite sous licence, comme base pour décliner un nouveau modèle 4 places.
En conséquence, la 600 utilisait la suspension avant et la porte avant de l'Isetta.  Pour loger 4 personnes, il fallut concevoir une carrosserie plus longue, une suspension arrière plus solide, et un moteur plus puissant. Elle avait encore un toit pliant et des phares autoportants comme l’Isetta; certains modèles n’avaient pas de porte latérale. Le nom "Dixi", une gamme d’avant-guerre, a été temporairement présélectionné pour être le nom de la voiture.
Deux ans après l’introduction de l’Isetta, BMW a présenté la BMW 600 aux représentants de la presse invités le 27 août 1957 à Feldafing sur le lac de Starnberg.

## Moteur et transmission
Le moteur deux cylindres Boxer refroidi par air avec un arbre à cames central entraîné par des engrenages droits et des soupapes en tête en forme de V est installé longitudinalement derrière l’essieu arrière. Le ventilateur de refroidissement est situé derrière le moteur et il est directement entraîné par le vilebrequin; le filtre à air est au-dessus. La boîte de vitesses avec embrayage monodisque à sec, commande mécanique et différentiel est bridée à l’avant du moteur. Le levier de changement de vitesse est situé au centre, il est composé de quatre vitesses avant synchronisées et d’une marche arrière. Les roues arrière sont entraînées via deux arbres, chacun avec deux joints en caoutchouc (disques durs).

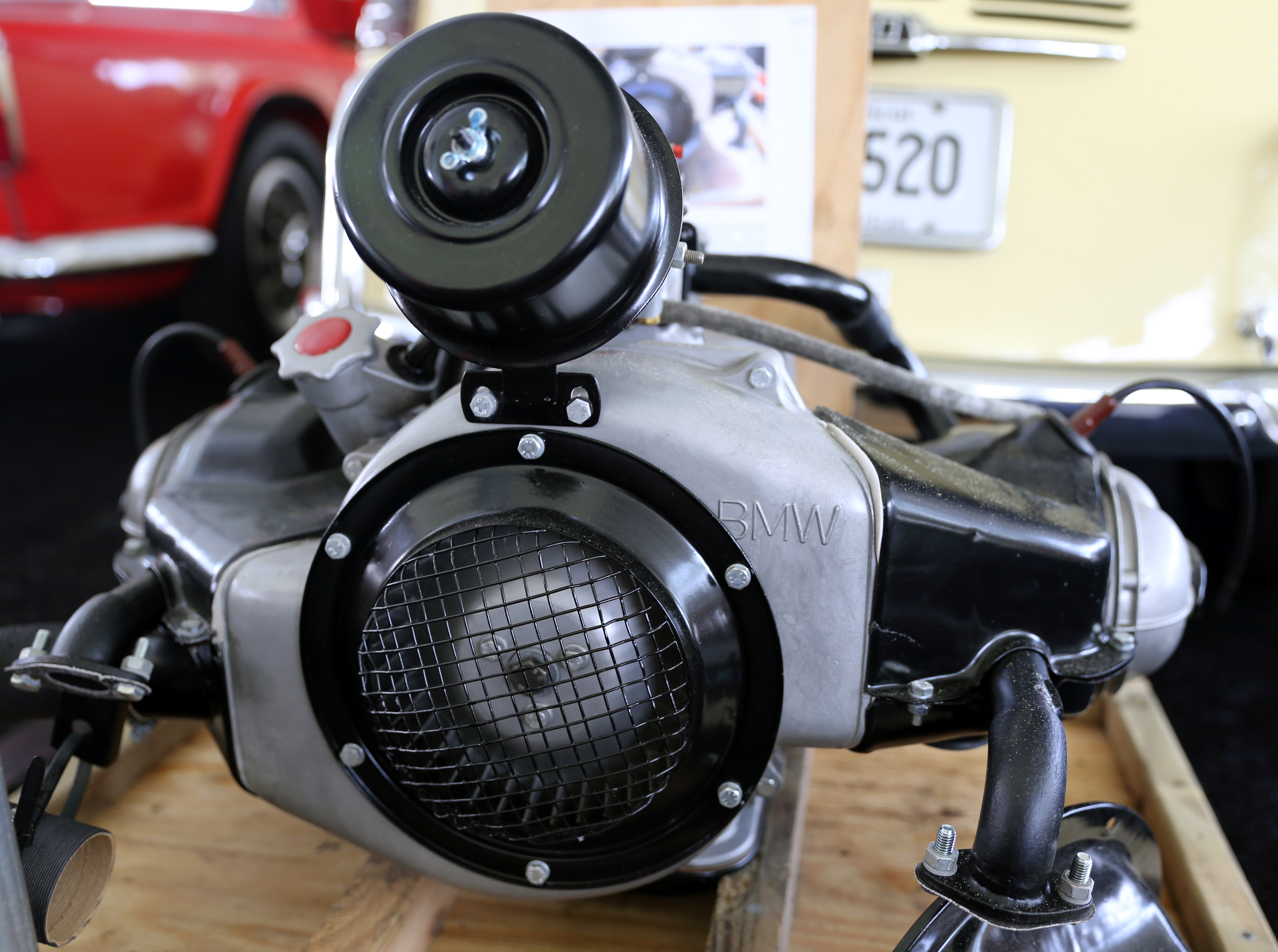
Moteur de la BMW 600
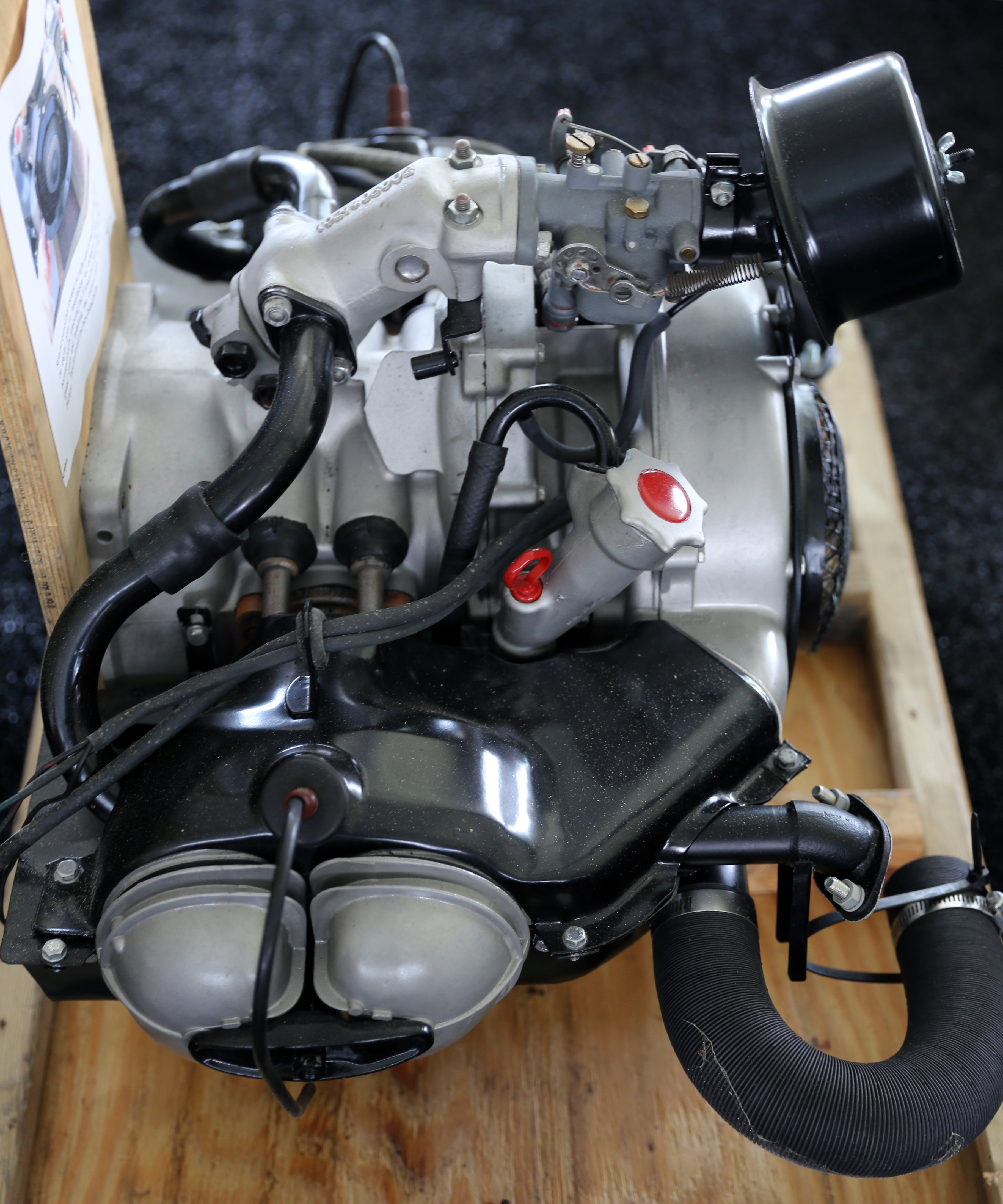
Moteur, en diagonale vue d’en haut

## Châssis et carrosserie
La BMW 600 a un cadre longitudinal en tubes d’acier carrés. Les roues avant sont chacune accrochées sur un bras oscillant poussé à la manière d’une suspension Dubonnet (tout le bras oscillant tourne pour la direction, pas seulement le porte-roue) et les roues arrière sont chacune accrochées sur des bras oscillants longitudinaux triangulaires. La suspension se compose de ressorts hélicoïdaux avec amortisseurs télescopiques sur toutes les roues et d’éléments d’amortissement supplémentaires en caoutchouc à l’arrière.
La carrosserie est une carrosserie fermée (avec éventuellement un toit ouvrant rabattable) tout en acier avec, en guise de face avant, une porte qui s’ouvre vers la gauche et une porte latérale arrière droite qui s’articule vers l’avant. Le volant et le tableau de bord basculent vers l’extérieur lorsque la porte avant s’ouvre. La roue de secours est logée derrière un couvercle à l’intérieur de la porte avant. Le réservoir est installé au-dessus du moteur.
La voiture a une banquette pour deux personnes à l’avant et à l’arrière. L’espace sur les sièges arrière a été décrit comme généreux dans un rapport d’essai contemporain, "plus que dans les petites voitures conventionnelles à deux portes" selon Paul Simsa dans Auto, Motor und Sport. Cependant, le porte-bagages derrière le siège arrière est très petit, d’une capacité de 100 litres selon les spécifications d’usine. Pour augmenter la taille, le dossier du siège peut être rabattu vers l’avant ou l’ensemble de la banquette arrière peut être retiré.

## Échec commercial
Sa forme « pot de yaourt » évoquant trop l'austérité de l'immédiat après-guerre, elle a été un échec commercial et cessa d'être produite à peine plus de 2 années après son lancement. Moins de 35 000 exemplaires furent construits, considérablement moins qu'attendu par la direction de BMW. Cependant, elle constitua une bonne base pour son modèle successeur, la BMW 700, qui fut elle couronnée de succès et sauva la marque d'un rachat par Daimler-Benz.

## Commentaires
Selon les rapports d’essais de l’époque, le véhicule ("große Isetta") se caractérisait par une bonne finition et une excellente tenue de route. La boîte de vitesses entièrement synchronisée et les feux de croisement asymétriques étaient techniquement avancés - ni l’un ni l’autre n’étaient disponibles sur les petites voitures allemandes jusque-là. En raison de sa conception idiosyncrasique et peu encombrante avec sa porte avant et une seule porte latérale pour les sièges arrière, la BMW 600 a trouvé relativement peu d’acheteurs. Une autre raison du faible nombre de ventes était probablement que la voiture coûtait presque autant qu’une Volkswagen Coccinelle à 3 985 Deutsche Mark. La Volkswagen offrait plus d’espace pour les personnes et les bagages, la BMW 600 n’avait qu’un petit compartiment de rangement derrière la banquette arrière. 34 813 exemplaires ont été fabriqués au cours de la période de construction de près de deux ans. Sur demande, le véhicule pouvait être fourni avec l’embrayage automatique Saxomat, une commodité peu appréciée des acheteurs.
4 020 véhicules étaient équipés de barres de protection et de phares à faisceau scellé pour l’exportation outre-mer.